# Liste der denkmalgeschützten Objekte in Gurk (Kärnten)
Die Liste der denkmalgeschützten Objekte in Gurk enthält die 12 denkmalgeschützten, unbeweglichen Objekte der Gemeinde Gurk.

## Denkmäler
| Foto |                 | Denkmal | Standort                                 | Beschreibung | Metadaten |
| ---- | --------------- | --- | ---------------------------------------- | --- | --- |
| ja   | Datei hochladen | Bildstock HERIS-ID: 88599 Objekt-ID: 103175                                                                         | Alte Gurktalstraße Standort KG: Gurk     | Der alte Bildstock wurde 1968 renoviert und von Ria Mels-Colloredo bemalt. 1992 wurde ein Blechdach durch ein Steinplatteldach ersetzt. | BDA-Hist.: Q37726718 Status: § 2a Stand der BDA-Liste: 2025-06-30 Name: Bildstock GstNr.: 1305/2 Bildstock Reichenhausstraße, Gurk |
| ja   | Datei hochladen | Anlage Stift Gurk mit Befestigungsanlagen und archäologischem Fundhoffnungsgebiet HERIS-ID: 94946 Objekt-ID: 110156 | Domplatz 11, u. a. Standort KG: Gurk     | Bedeutende romanische Kirche aus dem 12. Jhdt., mit 100-säuliger Krypta, und 60 m hohem Turmpaar. Anschließend Stiftsgebäude und teilweise erhaltene Wehranlage. | BDA-Hist.: Q97460596 Status: § 2a Stand der BDA-Liste: 2025-06-30 Name: Anlage Stift Gurk mit Befestigungsanlagen und archäologischem Fundhoffnungsgebiet GstNr.: 9, 10, 1/3, 3, 128, 140/1, 145/1, 145/2, .1, 626/2, 14, .58/1, .58/2, 1/2, 4, 139, 140/2, 140/3, 669, 670, 671, 672, 673, .2/1, .2/2, .2/3, .3/1, .3/3 Gurk monastery |
| ja   | Datei hochladen | Volksschule und Kindergarten HERIS-ID: 53836 Objekt-ID: 61897                                                       | Dr.-Schnerich-Straße 8 Standort KG: Gurk | Erbaut 1912 von der Marktgemeinde Gurk, Kindergarten seit 1971. | BDA-Hist.: Q38058627 Status: § 2a Stand der BDA-Liste: 2025-06-30 Name: Volksschule und Kindergarten GstNr.: .112 Volksschule Gurk |
| ja   | Datei hochladen | Ehem. Sägewerksgebäude HERIS-ID: 44170 Objekt-ID: 44873                                                             | Hemmaweg 5 Standort KG: Gurk             | Nordwestlich der Gurker Stiftsanlagen mächtiger zweigeschoßiger Massivbau mit steilem Krüppelwalmdach, in der Substanz auf ehemaligen Schüttkasten zurückgehend. Im Kern 17. Jahrhundert, heutiges Aussehen vom Wiederaufbau nach Brand 1820. Bemerkenswertes Pfettendach der ersten Hälfte des 19. Jahrhunderts; in den Giebelfeldern querrechteckige, gestaffelte Ziegelgitteröffnungen. An der SO-Ecke Wappenstein (bezeichnet 1691) des Bauherrn Dompropst Johannes V. Wolfgang Lichtenstock von Liechtenheim (1688–1692). Im 19./20. Jahrhundert Sägewerk, 1992/92 Sanierung für Gemeindezwecke (Museum). | BDA-Hist.: Q38007291 Status: Bescheid Stand der BDA-Liste: 2025-06-30 Name: Ehem. Sägewerksgebäude GstNr.: .5 Ehem. Sägewerksgebäude, Gurk |
| ja   | Datei hochladen | Blockspeicher Zechner HERIS-ID: 57799 Objekt-ID: 68096                                                              | Reichenhaus 9 Standort KG: Gurk          | Besonders bemerkenswerter mächtiger Getreidekasten, bezeichnet 1762 mit kunstvollen Eckverbindungen. Er gehört zu einer kleinen Gruppe von etwa 10 Blockspeichern im Bereich zwischen Sankt Andrä bei Weitensfeld und Sankt Peter ob Gurk, alle um 1760 wahrscheinlich von einem Zimmermann. Auch dieser Kasten ist ein zweigeschoßiger Blockspeicher mit Klingschrot als Eckverbindung und dem sogenannten Ansdach. | BDA-Hist.: Q38078626 Status: Bescheid Stand der BDA-Liste: 2025-06-30 Name: Blockspeicher Zechner GstNr.: .163 |
| ja   | Datei hochladen | Immaculatasäule HERIS-ID: 88585 Objekt-ID: 103160                                                                   | Standort KG: Gurk                        | Im Park am Domplatz vor dem Friedhofstor. Am Sockel bezeichnet 1855, neugotische Marienstatue. | BDA-Hist.: Q37726629 Status: § 2a Stand der BDA-Liste: 2025-06-30 Name: Immaculatasäule GstNr.: 622/6 Immaculatasäule Gurk |
| ja   | Datei hochladen | Figurenbildstock hl. Johannes Nepomuk HERIS-ID: 88601 Objekt-ID: 103177                                             | Standort KG: Gurk                        | Bei der alten Gurkbrücke an der Pisweger Straße postiert. Die Statue stammt aus der zweiten Hälfte des 18. Jahrhunderts und wurde 1996 restauriert. | BDA-Hist.: Q37726753 Status: § 2a Stand der BDA-Liste: 2025-06-30 Name: Figurenbildstock hl. Johannes Nepomuk GstNr.: 622/9 Nepomuk-Bildstock, Gurk |
| ja   | Datei hochladen | Kath. Filialkirche hll. Philippus und Jakobus HERIS-ID: 54303 Objekt-ID: 62512                                      | Masternitzen Standort KG: Gruska         | Urkundlich erstmals 1285 erwähnt. Kleine Bergkirche mit hölzernem Dachreiter, eingezogenem gotischem Chor mit 5/8-Schluss sowie einer hölzernen Vorhalle. Gotische Bandbeschläge und Schlüsselfang an der Tür des Westportals. Im Langhaus flache Holzdecke; spitzbogiger Triumphbogen. Chor gratgewölbt. | BDA-Hist.: Q38060254 Status: § 2a Stand der BDA-Liste: 2025-06-30 Name: Kath. Filialkirche hll. Philippus und Jakobus GstNr.: .155 Filialkirche Masternitzen |
| ja   | Datei hochladen | Mauerspeicher Weigand HERIS-ID: 46374 Objekt-ID: 48272                                                              | bei Sutsch 4 Standort KG: Gruska         | Zehentkasten am Weigandhof, „Nr. 7“. 1535 urkundlich erwähnt. Leonhard Pirker, „Zechner am Sutsch“ genannt. Der im frühen 16. Jahrhundert errichtete Speicherbau diente dem Gurker Domkapitel zur Lagerung grundherrschaftlicher Abgaben. Talseitig zweigeschoßiger, aus Bruchstein gemauerter Bau mit Krüppelwalmdach; Fassaden mit Putzen aus dem 16. Jahrhundert, an der Nordost- und Südost-Fassade Reste gemalten Dekors. Drei Schlüsselscharten als spätgotische Baudetails. Im Erdgeschoß sehr repräsentative, spätgotische Pfeilerhalle, nahezu unverändert, vier Joche mit kreuzgratgewölbten Spitztonnen bestimmen Grundrissstruktur des bemerkenswerten Einstützenraumes. Im Obergeschoß östlicher Eckraum mit Riemlingdecke des 18. Jahrhunderts. | BDA-Hist.: Q38020934 Status: Bescheid Stand der BDA-Liste: 2025-06-30 Name: Mauerspeicher Weigand GstNr.: .122 Mauerspeicher Weigand, Gurk |
| ja   | Datei hochladen | Wohnhaus HERIS-ID: 53858 Objekt-ID: 61922                                                                           | Gwadnitz 8 Standort KG: Pisweg           | Das einst stattliche Gebäude mit Rauchstube wurde in der Zeit des Ersten Weltkriegs „abgestiftet und abgerissen“, war 1918 nur mehr eine „Ruine“. Das Gebäude wurde dann, mit anderem Grundriss, wieder aufgebaut. Durch Umbauten und Erneuerungen in den letzten Jahrzehnten ist der nach dem Wiederaufbau stellenweise noch erhalten gewesene Sgraffitodekor kaum mehr erkennbar. | BDA-Hist.: Q38058673 Status: § 2a Stand der BDA-Liste: 2025-06-30 Name: Wohnhaus GstNr.: .48/1 Gwadnitz 8 |
| ja   | Datei hochladen | Kath. Pfarrkirche hl. Lambert HERIS-ID: 54410 Objekt-ID: 62680                                                      | bei Pisweg 7 Standort KG: Pisweg         | Urkundlich erstmals 1164 erwähnt. Im Kern romanisch gotische Anlage. 1994 Innenrestaurierung. Wiederherstellung der barocken Architekturpolychromie, teilweise Neuaufstellung der Ausstattung. Langhausmauern romanisch, eingezogener gotischer Chor mit zweistufigen Strebepfeilern. Gotischer Turm an der Chor-Südseite, achtseitiger markanter Biedermeierhelm. Im Langhaus spätgotische Flachdecke; spitzbogiger Triumphbogen; im polygonalen Chor Tonnengewölbe mit Stichkappen. Fenster mit Maßwerknasen (erneuert). | BDA-Hist.: Q38060783 Status: § 2a Stand der BDA-Liste: 2025-06-30 Name: Kath. Pfarrkirche hl. Lambert GstNr.: .3 Pfarrkirche hl. Lambert, Pisweg (Gurk) |
| ja   | Datei hochladen | Friedhof mit Karner HERIS-ID: 57709 Objekt-ID: 67978                                                                | bei Pisweg 7 Standort KG: Pisweg         | Frühgotischer, im Kern spätromanischer Rundbau des 13. Jahrhunderts mit abgetreppter Konsolapsis, Kegeldach, Lanzettfenster. 1946 Freilegung der überstrichenen unteren Wandzonen durch F. Walliser. 1960 Umbau zu einer Kriegergedächtnisstätte; dabei kleine gemauerte Altarmensa entfernt und das rundbogige Westportal trichterförmig nach außen erweitert. Innenwandgliederung durch Lisenen, die im Kuppelgewölbe als Bandrippen fortlaufen. Umfangreiche, gut erhaltene Freskoausstattung, später Zackenstil. Um 1280 entstanden, hat in seiner Ikonographie die Fresken der Westempore des Gurker Domes zum Vorbild. In der Apsis Christus in der Mandorla und Engel; im Gewölbe Thronende Madonna, Paradies, Sündenfall, Vertreibung; zu Seiten der Apsis Heiligenfiguren; weiters an den Wänden Szenen aus dem Leben Christi (Verkündigung bis Auferstehung) und einzelne Heilige; an den Rippen Engelsleiter, am Schlussstein Lamm Gottes. Am Karner eine römerzeitliche Grabstele mit Inschrift für Respectianus und Quartus (CIL III 11593); im Boden des Karners ein Grabinschrift-Fragment für Secundinus und Vindilla (ILLPRON 351). 1996 Außen- und Innenrestaurierung. Adaptierung als Aufbahrungsstätte. | BDA-Hist.: Q38078087 Status: § 2a Stand der BDA-Liste: 2025-06-30 Name: Friedhof mit Karner GstNr.: 5/2 Karner mit Friedhof in Pisweg, Gurk |